# Campeã
A Freguesia de Campeã é uma freguesia portuguesa do Município de Vila Real, com 24,05 km² de área e 1226 habitantes (censo de 2021), tendo, por isso, uma densidade populacional de 51 hab./km².
Ocupa a maior parte da região com o mesmo nome, entre as serras do Marão e do Alvão. Campeã disputa com Mouçós e Lamares o título de freguesia do município com mais lugares. Devido à contiguidade de muitos destes, nem sempre é possível estabelecer inequivocamente o seu número; uma lista possível será: Aveção do Cabo, Aveção do Meio, Aveçãozinho, Balsa, Boavista, Carvalheira, Chão Grande, Cotorinho, Cruz, Espinho, Estalagem Nova, Parada, Pêpe, Pereiro, Pousada, Montes, Seixo, Vendas (sede), Viariz da Poça, Viariz da Santa e Vila Nova.

## Demografia
A população registada nos censos foi:
| Distribuição da População por Grupos Etários | Distribuição da População por Grupos Etários | Distribuição da População por Grupos Etários | Distribuição da População por Grupos Etários | Distribuição da População por Grupos Etários |
| -------------------------------------------- | -------------------------------------------- | -------------------------------------------- | -------------------------------------------- | -------------------------------------------- |
| Ano                                          | 0-14 Anos                                    | 15-24 Anos                                   | 25-64 Anos                                   | > 65 Anos                                    |
| 2001                                         | 222                                          | 207                                          | 786                                          | 412                                          |
| 2011                                         | 138                                          | 140                                          | 686                                          | 411                                          |
| 2021                                         | 97                                           | 96                                           | 590                                          | 443                                          |

## História
O mais antigo documento conhecido que lhe faz referência data de 1091 («in terrotoris Pannoniarum… subtus mons Campelana»). Em 1134, foi por D. Afonso Henriques concedida carta de couto à chamada «albergaria do Marão», aí situada.
Segundo as Memórias de Vila Real, em 1530 a freguesia é denominada de Santo André, mas na Relação de Vila Real e seu Termo (1721) já surge com o nome atual.
Tal como todas as demais terras pertencentes aos Marqueses de Vila Real, a Campeã passou em 1641 para a posse da Coroa, quando o Marquês e o seu herdeiro foram executados sob acusação de conjura contra D. João IV. Em 1654, passou a integrar o património da recém-criada Sereníssima Casa do Infantado, situação que se manteve até à extinção desta, aquando das reformas do Liberalismo (1836). Com estas, a região da Campeã passou a pertencer ao antigo concelho de Ermelo, tendo sido de novo transferida para o de Vila Real pelo decreto de 31 de Dezembro de 1853 que extinguiu aquele.
Em 1958, um avião pilotado por Pierre Clostermann foi obrigado a fazer uma aterragem de emergência na Campeã. O piloto, que terá saído ileso dessa arriscada aterragem, foi para Vila Real, onde se hospedou por uns dias no Hotel Tocaio. A cidade pacata que Vila Real então era ficou em polvorosa com a presença de Clostermann.